# NGC 4131
NGC 4131 est une galaxie lenticulaire située dans la constellation de la Chevelure de Bérénice. NGC 4131 a été découverte par l'astronome germano-britannique William Herschel en 1785.

## Caractéristiques
Selon la base de données Simbad, NGC 4131 est une galaxie LINER, c'est-à-dire une galaxie dont le noyau présente un spectre d'émission caractérisé par de larges raies d'atomes faiblement ionisés.

### Distance
Sa vitesse par rapport au fond diffus cosmologique est de 3 999 ± 20 km/s, ce qui correspond à une distance de Hubble de 59,0 ± 4,1 Mpc (∼192 millions d'al).
À ce jour, quatre mesures non basées sur le décalage vers le rouge (redshift) donnent une distance de 77,800 ± 17,889 Mpc (∼254 millions d'al), ce qui est à l'intérieur des valeurs de la distance de Hubble. Notons cependant que c'est avec la valeur moyenne des mesures indépendantes, lorsqu'elles existent, que la base de données NASA/IPAC calcule le diamètre d'une galaxie et qu'en conséquence le diamètre de NGC 4131 pourrait être d'environ 29,2 kpc (∼95 200 al) si on utilisait la distance de Hubble pour le calculer.

### Classification
La base de données NASA/IPAC classe cette galaxie comme une spirale (Sb), mais aucun bras n'est sur l'image obtenue des données du relevé SDSS. NGC 4131 présente une large raie HI.

## Groupe de NGC 4185
Selon A.M. Garcia, la galaxie NGC 4131 fait partie d'un groupe de galaxies qui compte au moins 13 membres, le groupe de NGC 4185. Les membres du groupe sont dans l'ordre de la liste de Garcia NGC 4131, NGC 4134, NGC 4169, NGC 4174, NGC 4175, NGC 4185, NGC 4196, NGC 4253, NGC 4132, MCG 5-29-24, MCG 5-29-35, UGC 7221 et UGC 7294.
Dans un article publié en 1998, Abraham Mahtessian mentionne aussi l'existence de ce groupe, mais les cinq dernières galaxies de la liste de Garcia ne sont pas incluses.